# George Stephanopoulos

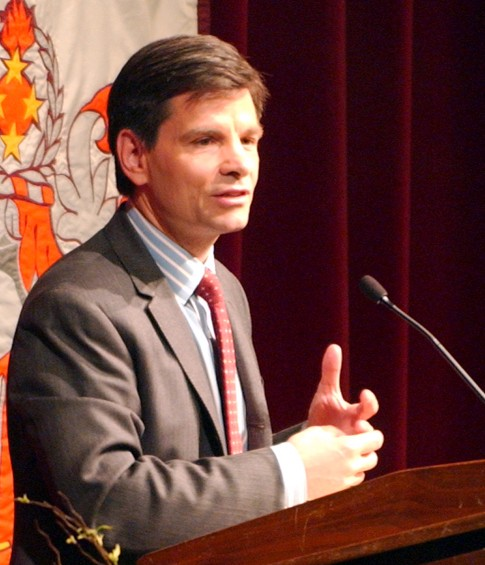
George Stephanopoulos.

George Robert Stephanopoulos (Fall River, Massachusetts, 10 de febrero de 1961) es un locutor estadounidense y un asesor político de origen griego. Actualmente trabaja en la cadena ABC News como corresponsal jefe de Washington y como presentador del programa de noticias del domingo por la mañana This Week. Antes de unirse a ABC News fue un consejero político en la campaña presidencial de 1992, y posteriormente se convirtió en el director de Comunicación de Bill Clinton.
Está casado con la actriz Alexandra Wentworth, con la que tiene dos hijas. 
Es mencionado en el cuarto capítulo de la primera temporada de Friends, donde es el vecino de Rachel y Mónica. También se le nombra en la primera temporada de la serie Suburgatory, en el sexto capítulo de la tercera temporada de American Dad, en el segundo episodio de la primera temporada de House of Cards  y se lo puede ver en el programa La casa de empeños, comprando un libro de Ernest Heminghway.
- Datos: Q1655924
- Multimedia: George Stephanopoulos / Q1655924